# Jive Bunny: The Album
Jive Bunny: The Album es el álbum debut de Jive Bunny and the Mastermixers, lanzado en 1989 por Telstar Records. Incluye dos singles número uno del Reino Unido: Swing the Mood y That's What I Like. Cada una de las pistas del álbum está formada por una mezcla de canciones y samples desde los años 40 hasta los 70. 
El álbum alcanzó el puesto número dos en la lista de álbumes del Reino Unido y fue el álbum número dos de Navidad ese año.

## Listado de pistas
1. Swing the Mood
2. Rock and Roll Party Mix
3. Lover's Mix
4. Do You Wanna Rock
5. That's What I Like
6. Glen Miller Medley
7. Swing Sisters Swing
8. Hopping Mad

## Canciones y samples destacados
- Pista 1: In the Mood, Pennsylvania 6-5000, Little Brown Jug, Let's Twist Again, Rock Around the Clock, Rock-A-Beatin' Boogie, Tutti Frutti, Wake Up Little Susie, C'mon Everybody, Hound Dog, Shake, Rattle and Roll, All Shook Up, Jailhouse Rock, At the Hop.

- Pista 2: Tutti Frutti, Roll Over Beethoven, Ooh! My Soul, Keep A-Knockin'. Chubby Checker samples: Tutti Frutti, Shout! Shout! (Knock Yourself Out).

- Pista 3: All I Have to Do Is Dream, Silence Is Golden, Rhythm of the Rain, Will You Still Love Me Tomorrow, Diana.

- Pista 4: Do You Wanna Dance, Do You Wanna Touch Me, Get It On, Teenage Rampage. Samples: Hot Love, Devil Gate Drive, I'm the Leader of the Gang.

- Pista 5: Hawaii 5-0, Let's Twist Again, Let's Dance, Wipe Out, Great Balls of Fire, Johnny B. Goode riff, Good Golly, Miss Molly, The Twist, Summertime Blues riff, Razzle Dazzle, Runaround Sue, Chantilly Lace.

- Pista 6: In the Mood, Little Brown Jug, American Patrol, Pennsylvania 6-5000.

- Pista 7: Chattanooga Choo Choo, Don't Sit Under the Apple Tree (with Anyone Else but Me), Hold Tight, The Coffee Song, Lullaby of Broadway, Boogie Woogie Bugle Boy, A String of Pearls, Saint Louis Blues

- Pista 8: Shout, March of the Mods, Da Doo Ron Ron, Come Back My Love, Runaway, Poetry in Motion, Lucille, I'm into Something Good, Help Me, Rhonda.

## Rendimiento en listas de éxitos

### Semanal
| Listas (1989–90)                  | Posición más alta |
| --------------------------------- | ----------------- |
| Australia (ARIA)                  | 1                 |
| Austria (Ö3 Austria)              | 5                 |
| Canadá RPM)                       | 5                 |
| Países Bajos (Album Top 100)      | 16                |
| Alemania (Offizielle Top 100)     | 14                |
| Italia (FIMI)                     | 22                |
| Nueva Zelanda (Recorded Music NZ) | 9                 |
| Noruega (VG-lista)                | 3                 |
| Suecia (Sverigetopplistan)        | 11                |
| Suiza (Schweizer Hitparade)       | 3                 |
| Reino Unido (UK Albums Chart)     | 2                 |
| Estados Unidos Billboard 200      | 26                |

### Fin de año
| Listas (1990)               | Posición |
| --------------------------- | -------- |
| Italia (FIMI)               | 104      |
| Suiza (Schweizer Hitparade) | 40       |